# Colpochila longiclava
Colpochila longiclava är en skalbaggsart som beskrevs av Britton 1986. Colpochila longiclava ingår i släktet Colpochila och familjen Melolonthidae. Inga underarter finns listade i Catalogue of Life.